# Round & round (Dyna)
Round & round is een lied van de Surinaams-Nederlandse dj Dyna in samenwerking met de Pakistaans-Nederlandse rapper F1rstman en de Nederlandse rappers Lil' Kleine en Bollebof. Het werd in 2015 als single uitgebracht.

## Achtergrond
Round & round is geschreven door Eder Vieira, Hassan Syed, Jorik Scholten, Marcel Kosic en Vishaal Lachman en geproduceerd door Dyna en Kosic. Het is een nummer uit het genre nederhop. In het lied rappen de artiesten over een vrouw die danst door met haar billen te schudden. Daarnaast wordt er ook gerapt over dat de liedverteller met deze vrouw naar bed wil gaan en wat hij dan met haar gaat doen. Het lied kan worden gezien als een clubhit.
De single heeft in Nederland de driedubbele platinastatus.
Het is de eerste keer dat de artiesten met elkaar samenwerken. F1rstman en Bollebof herhaalden in 2017 de samenwerking op Money money.

## Hitnoteringen
De artiesten hadden succes met het lied in de hitlijsten van Nederland. Het piekte op de elfde plaats van de Nederlandse Single Top 100 en stond 31 weken in deze hitlijst. Het kwam tot de negentiende positie van de Nederlandse Top 40 en stond tien weken in deze lijst. 